# Метт
Метт — рублена свинина, фарш (походить від нижньонімецького Mett — свинячий фарш без сала, або від старосаксонського meti — закуска), Меттгут (німецька північна назва) або хакепетер (XX століття, північна Німеччина, Берлін, центральний схід Німеччини). Здебільшого пропонується приправленою (сіллю, перцем, в деяких місцевостях часником або кмином), їдять сирою, до неї також може додаватись цибуля (цвібельметт). Вміст жиру німецького метту — більше 35%. Високою якістю вирізняється шінкенметт, верхній шар якого виготовляється з шинки. Відповідно до закону про якість та безпеку харчових продуктів і продовольчої сировини, метт можна продавати одразу після виготовлення, оскільки він не упаковується.
Термін «хакепетер» як приправленого метта, було вперше використане в берлінському ресторані «Гастгоф Мартін» на вулиці Ланлсбергер в 1903 році.
Свинячий фарш для цієї страви, на відміну від звичайного фаршу, зазвичай, виготовляється в кутері. Для того щоб отримати фарш кращої консистенції, свинина переробляється в напівзамороженому стані і за правилами обробки, температура при цьому в кутері не має перевищувати близько двох градусів за Цельсієм. Використання льоду для охолодження заборонено.
Сирий метт переважно споживається на хлібі, часто з гарніром з сирих кілець або квадратиків цибулі.
Як складова частина холодних закусок і фуршетів, метт подається іноді у вигляді їжака — Mettigel (також названий хакепетерігель або хакепетершвайн). Ця форма подачі була особливо популярною в 50–70 рр. XX століття.
Готовий метт можна зберігати у вигляді свинячої ковбаси, сильно приправленої і часто сирокопченої.
Аналогічна страва з яловичини — тартар.